# FlexFrame for SAP
FlexFrame ist eine IT-Infrastrukturlösung im Umfeld von SAP-Systemlandschaften von Fujitsu Technology Solutions. Sie unterstützt optimal das SAP Adaptive-Computing-Konzept und ist die erste von SAP zertifizierte Adaptive Computing Plattform.
Durch die Virtualisierung von SAP Services (FlexFrame for SAP) sowie von Oracle Applikationen und Datenbank Services (FlexFrame for Oracle) wird eine bessere und flexiblere Serverauslastung erreicht.

## Geschichte
FlexFrame entstand als Gemeinschaftsprojekt von NetApp, SAP und Fujitsu Siemens Computers. Die ersten Aktivitäten begannen bereits 2001. Ein früher Prototyp wurde gemeinsam im SAP LinuxLab unter dem Projektnamen Bladerunner aufgebaut. Wie dieser Projektname assoziiert bezog sich das Konzept hauptsächlich auf Bladeserver (von Fujitsu Siemens Computers). Allerdings wurden von Anfang an nicht nur Bladeserver, sondern auch Rackmount-Server unterstützt. Bereits 2002 wurden die ersten Ergebnisse des Gemeinschaftsprojektes bei Kunden in Produktionsumgebungen installiert.
Seitens SAP wurden wesentliche Funktionen zur Entkopplung von SAP- und DB-Services von der Hardware unter der Bezeichnung SAP Adaptive Computing Initiative zur Produktreife weiterentwickelt. SAP kündigte den Adaptive Computing Controller (ACC) auf der SAPPhire 2004 in Orlando an.
Im Sommer 2005 wurde dann die Version 3.1 freigegeben. Mit der zusätzlichen Unterstützung von PRIMEPOWER Servern, die auf Sparc/Solaris basieren, erfolgte eine funktionelle Erweiterung (mit der Version 5.0 mangels Kundennachfrage wieder eingestellt). Außerdem wurden mit der Version 3.1 Pooling- und Grouping-Konzepte eingeführt, die seither für Outsourcing Anbieter den Betrieb mehrerer Endkunden auf einer gemeinsam genutzten FlexFrame Infrastruktur erlauben.
Im Juni 2007 wurde die FlexFrame for SAP Version 4.0 freigegeben. Mit der Version 4.0 wird neben NAS- nun auch SAN-Speicher unterstützt. Daneben werden mit der Version 4.0 neben den Speichersystemen von NetApp erstmals auch die Speichersysteme von EMC unterstützt.
Mit der Freigabe der Version 5.0 im Sommer 2010 wurde zusätzlich auch das Anlegen von Virtuellen Maschinen auf Basis VMware ESXi mit dem Gast-OS Novell SuSE 10 und 11 unterstützt. Das SAP-Umfeld wurde erweitert um Komponenten wie Business Objects Enterprise, Content Server, Master Data Management und TREX.

## Komponenten
Grundbausteine von FlexFrame sind:
- Control Center – Zwei Server (als Cluster) auf Basis von Novell SuSE SLES10 64 Bit SP4 mit angepasster Umgebung. Sie sind als Appliance zu betrachten (z. B. wie ein Toaster) und sind speziell für ihre Aufgabe vorkonfiguriert. Die Aufgabe ist die Application Nodes zu kontrollieren, d. h. mit Informationen zu Boot-Vorgang, Directory-Services (LDAP für hosts, services etc.) und mehr zu versorgen und zu überwachen (FA Control Agents).
- Application Nodes – Die Arbeitstiere der Landschaft. Hier werden die SAP-Services und Datenbanken (DB2 LUW, Oracle und SAP DB bzw. MaxDB) betrieben. Sie sind mit FA Application Agents ausgestattet, die automatisch erkennen, wenn ein Service ausfällt. Betriebssysteme der Application Nodes können seit der Version 5.0 sein: Novell SuSE SLES10 64 Bit, Novell SuSE SLES11 64 Bit. Betrachtet aus der Sicht von SAP's Adaptive Computing laufen hier sowohl der Adaptive Computing Controller (ACC) als auch die Dienste auf Computing Nodes.
- Switches – Wichtiger Teil der Landschaft sind integrierte Switches, die redundant alle Komponenten über dedizierte VLANs miteinander verbinden.
- Storage Area Network (SAN) und Network Attached Storage (NAS) – Speichersysteme von NetApp oder EMC sind der zentrale Speicher der gesamten FlexFrame Landschaft. Betriebssysteme (shared OS) und Anwendungssoftware werden zentral auf NAS-Systemen vorgehalten. Die Anwendungsdatenbestände (Datenbanken, Log-Files) können wahlweise auf SAN- oder NAS-Systemen der beiden genannten Storageanbieter vorgehalten werden. Lediglich die Betriebssysteme der beiden Control Center liegen auf deren lokalen Platten und nicht auf dem NAS Storage.